# NGC 5512
NGC 5512 est une galaxie elliptique située dans la constellation du Bouvier. Sa vitesse par rapport au fond diffus cosmologique est de 4 533 ± 4,7 km/s, ce qui correspond à une distance de Hubble de 66,9 ± 4,7 Mpc (∼218 millions d'al). NGC 5512 a été découverte par l'astronome français Édouard Stephan en 1883.